# Norcross (Georgia)
Norcross è una city degli Stati Uniti d'America, situata nella contea di Gwinnett dello Stato della Georgia.